# Mayo Chiki!
Mayo Chiki! (яп. まよチキ！ Маё тики!) — серия лайт-новел, автором которой является Хадзимэ Асано, а иллюстратором — Сэйдзи Кикути. Впервые начал публиковаться с 21 ноября 2009 года. Все 9 томов были опубликованы издательством Media Factory. В 2010 году была выпущена манга-адаптация, выходившая в ежемесячном сёнэн-журнале Comic Alive, иллюстратор манги — Ниито. Позже вышло продолжение манги под названием Mayo Mayo! (яп. まよマヨ!), опубликованное издательством Kadokawa Shoten в бисёдзё-журнале Nyantype.

## История создания
В 2009 году работа была награждена MF Bunko J как лучшая работа начинающего писателя. Первоначально автор номинировал на конкурс другое своё произведение. История была найдена интересной, и ему предложили продолжать отправлять свои работы. Следующей идеей стала история о девушке-дворецком, которая выглядит как мальчик. Её также посчитали интересной. Однако, когда Mayo Chiki! действительно выиграла конкурс, все были крайне удивлены. Удивился и сам автор, когда ему сообщили о награждении.
Позже на основе сюжета романа студией Feel был выпущен аниме-сериал под названием Mayoeru Shitsuji to Chikin na Ore to (яп. 迷える執事とチキンな俺と).
Впервые транслировался по японскому телеканалу TBSHD с 8 июля по 30 сентября 2011 года. Сериал был лицензирован на территории США компанией Sentai Filmworks.

## Сюжет
Мать главного героя Киндзиро, которую зовут Акэми, настолько сильна, что уже неспособна найти себе достойного противника. Вслед за ней боевые искусства начала изучать и сестра Киндзиро, Курэха. При этом свои приёмы она отрабатывает на брате. Это сделало главного героя выносливым, но также развило в нём гинофобию (боязнь женщин). Однажды Киндзиро узнаёт, что дворецкий Субару Коноэ, служащий школьной красавице Канадэ, носит женские трусики. Желая скрыть свой секрет, Субару пытается избить Киндзиро до потери памяти, и во время драки выясняется, что на самом деле она — девушка. Если этот факт станет известен в школе, то Субару потеряет свою работу. Поэтому Канадэ заставляет Киндзиро заключить с ней сделку — тот будет молчать о секрете Субару, а они помогут главному герою избавиться от его фобии.

## Список персонажей
- Киндзиро Сакамати (яп. 坂町 近次郎 Сакамати Киндзиро:), часто называют просто Дзиро

Сэйю: Сатоси Хино
Главный герой истории. Ученик второго класса средней школы, который обнаруживает тайну Субару. Страдает гинофобией, так как его мать и сестра избивали парня на протяжении 10 лет, и при контакте с женщиной у него начинается носовое кровотечение — своеобразный рефлекс, так как мама после этого переставала его бить. С другой стороны по этой же причине, Киндзиро физически натренирован, а его форму поддерживает сестра, которая каждое утро нападает на парня. Любит лапшу быстрого приготовления. Когда он был ещё ребёнком, отец перед смертью сказал Киндзиро, чтобы он всегда оставался сильным. Был вынужден заключить сделку с Канадэ, чтобы не раскрыть тайну Субару и вылечиться от гинофобии. Ещё не зная о женском начале Субару, Киндзиро начинал питать романтические чувства к «нему».
- Субару Коноэ (яп. 近衛 スバル Коноэ Субару)

Сэйю: Юка Игути
Ученица второго класса средней школы. Страдает айхмофобией (боязнь острых предметов). В детстве была необщительной, чем беспокоила свою мать. Происходит из семьи дворецких, работающих на семейство Судзуцуки. Однако, так как обычно дворецкими работают мужчины, Субару получила работу с условием, что она будет притворяться мальчиком и до конца школы никто не раскроет её истинный пол. В школе популярна и имеет два враждующих фан-клуба — «Shooting Star Subaru Sama» (сокращенно S4) и «Общество с теплом присматривающих за Субару-сама (яп. スバル様を温かい眼差しで見守る会)». Первый фан-клуб стремится уничтожить Киндзиро, покусившегося на объект их симпатий, второй, напротив, считает своим долгом поддержать его развитие отношений с Субару. Вначале Субару на дух не переносила Киндзиро и называла его развратником, но позже они быстро дружатся и даже влюбляются в друг друга. Её отец также отмечает, что Субару стала с удовольствием ходить в школу. Любит собирать серию плюшевых кукол «Lost Sheep».
- Канадэ Судзуцуки (яп. 涼月 奏 Судзуцуки Канадэ)

Сэйю: Эри Китамура
Ученица старшей школы. На вид очень элегантная и вежливая. Но на самом деле имеет садистские наклонности и угрожала Киндзиро, что воспользуется его гинофобией против него. Получает удовольствие от издевательства над Киндзиро. Однако сама является инициатором идеи излечить парня от фобии. Она позже влюбляется в Киндзиро и утверждает, что раньше любила Субару (зная её пол).
- Курэха Сакамати (яп. 坂町 紅羽 Сакамати Курэха)

Сэйю: Кана Ханадзава
Младшая сестра Киндзиро. Родилась 28 августа 1995 г. Учится в первом классе средней школы и любит боевые искусства. Также член школьного клуба ремесленников. Наблюдая за отношениями Киндзиро и Субару, считая «второго» развратником нападает на Субару и сразу терпит поражение. После инцидента, всё ещё веря, что Субару — парень, влюбляется в неё, вызывая огорчение у Киндзиро. Несмотря на свой мальчишеский характер, она рядом с Субару становится более женственной. Сильно волнуется каждый раз, когда Киндзиро болеет, так как когда-то её отец умер от болезни. Согласно рецензии ANN, Курэха «забавна», но ничем не выбивается из шаблона гиперактивной сестрёнки.
- Масамунэ Усами (яп. 宇佐美 マサムネ Усами Масамунэ)

Сэйю: Мария Исэ
Усами была членом клуба S4, но позже вступает в клуб ремесленников. Очень хорошо готовит, отчасти из-за того, что живёт одна и готовит сама себе еду. Долго шантажировала Киндзиро фотографией с изображением его и Субару вместе, вплоть до конца сезона школьной ярмарки. Позже, однако, дружится с Киндзиро. Её фамилия очень похожа на японское название кролика  (яп. ウサギ усаги), поэтому Усами начала обзывать Киндзиро цыплёнком — от Сакамати Киндзиро (тикин похоже на английское слово chicken, что в переводе означает «цыплёнок»). По непонятной причине Усами постоянно окружена призраками. Позже (в манге) призналась Киндзиро в любви. Согласно рецензии ANN, является стереотипной цундэрэ.
- Накуру Наруми (яп. 鳴海 ナクル Наруми Накуру)

Сэйю: Кана Асуми
Она гангуро, носит кошачьи уши и всё время шпионит за Киндзиро и Субару. Входит в состав клуба ремесленников, а также является председателем комитета «Давайте защищать Субару-сама». Носит очки, а также рисует мангу с изображением Киндзиро и Субару. У Накуру есть странные привычки, так, например, она однажды заставила читать Субару вслух графический роман о Субару и Киндзиро, чем вызвала смущение у Субару, и та выбросила книгу в окно. Пьянеет, когда пьёт газированные напитки, после чего может мгновенно раздеть до гола любого, и поэтому известна как «Пьяный кулак». Позднее влюбляется в Сакамати.
- Нагарэ Коноэ (яп. 近衛 流 Коноэ Нагарэ)

Сэйю: Кэйдзи Фудзивара
Отец Субару. Глава семьи Коноэ и дворецкий отца Канадэ. На дух не переносит Киндзиро, потому что уверен, что он пристаёт к Субару. Во время поездки на бассейн избил Дзиро, так как на тот момент он действовал в качестве похитителя. Когда узнал об отношениях между Субару и Киндзиро, только ещё сильнее стал ненавидеть парня. Хороший борец. Очень любит и защищает дочь.
- Акэми Сакамати (яп. 坂町 明美 Сакамати Акэми)

Мама Киндзиро и Курэхи. Она же женщина-рестлер. Известна как «королева нокаута». В своё время побила каждого, кто пошёл против неё. Теперь никто не желает идти на борьбу с ней, поэтому Акэми дерётся с опасными животными.
- Дзиро Сакамати (яп. 坂町 次郎 Сакамати Дзиро:)

Отец Киндзиро и Курэхи и тренер Акэми. Он часто становился объектом унижений для Акэми. Когда он смертельно заболел, то попросил Киндзиро быть сильным парнем.

## Список томов лайт-новел
| №  | Заглавие                      | Дата публикации  | ISBN                   |
| -- | ----------------------------- | ---------------- | ---------------------- |
| 1  | Mayo Chiki! (まよチキ！)      | 21 ноября 2009   | ISBN 978-4-8401-3084-4 |
| 2  | Mayo Chiki! 2 (まよチキ！2)   | 25 января 2010   | ISBN 978-4-8401-3155-1 |
| 3  | Mayo Chiki! 3 (まよチキ！3)   | 30 апреля 2010   | ISBN 978-4-8401-3278-7 |
| 4  | Mayo Chiki! 4 (まよチキ！4)   | 31 июля 2010     | ISBN 978-4-8401-3453-8 |
| 5  | Mayo Chiki! 5 (まよチキ！5)   | 31 октября 2010  | ISBN 978-4-8401-3550-4 |
| 6  | Mayo Chiki! 6 (まよチキ！6)   | 25 января 2011   | ISBN 978-4-8401-3697-6 |
| 7  | Mayo Chiki! 7 (まよチキ！7)   | 24 апреля 2011   | ISBN 978-4-8401-3894-9 |
| 8  | Mayo Chiki! 8 (まよチキ！8)   | 24 июня 2011     | ISBN 978-4-8401-3940-3 |
| 9  | Mayo Chiki! 9 (まよチキ！9)   | 11 сентября 2011 | ISBN 978-4-8401-4240-3 |
| 10 | Mayo Chiki! 10 (まよチキ！10) | 25 января 2012   | ISBN 978-4-8401-4367-7 |
| 11 | Mayo Chiki! 11 (まよチキ！11) | 25 апреля 2012   | ISBN 978-4-8401-4547-3 |
| 12 | Mayo Chiki! 12 (まよチキ！12) | 23 июля 2012     | ISBN 978-4-8401-4639-5 |

## Список томов манги
| № | Заглавие                    | Дата публикации  | ISBN                   |
| - | --------------------------- | ---------------- | ---------------------- |
| 1 | Mayo Chiki! 1 (まよチキ！1) | Октябрь 23, 2010 | ISBN 978-4-8401-3387-6 |
| 2 | Mayo Chiki! 2 (まよチキ！2) | Июнь 23, 2011    | ISBN 978-4-8401-4003-4 |

## Список серий аниме
| Список серий | Список серий                                                                                | Список серий          |
| №            | Название                                                                                    | Трансляция в Японии   |
| ------------ | ------------------------------------------------------------------------------------------- | --------------------- |
| 1            | Конец Земли «End of Earth» (エンド・オブ・アース)                                           | 8 июля 2011 года      |
| 2            | Я влюбилась! «Дайсуки ни няттятта!» (大好きになっちゃった！)                                | 15 июля 2011 года     |
| 3            | Конечно, в постели! «Мотирон, бэддо но уэдэ» (もちろん、ベッドの上で)                       | 22 июля 2011 года     |
| 4            | Не смотри так много… «Аммари дзиродзиро мируна…» (あんまりジロジロみるな…)                  | 29 июля 2011 года     |
| 5            | Выйди со мной! «Атаси то цукиай насай» (アタシと付き合いなさい)                             | 5 августа 2011 года   |
| 6            | Давай начнём войну «Сэнсо: о хадзимэмасё:» (戦争を始めましょう)                             | 12 августа 2011 года  |
| 7            | Давай сбежим! «Какэоти сиё:» (駆け落ちしよう)                                               | 19 августа 2011 года  |
| 8            | В первый раз «Хадзимэтэ нанда» (初めてなんだ)                                               | 26 августа 2011 года  |
| 9            | Я попутешествую некоторое время «Сибараку таби ни дэмасу» (しばらく旅に出ます)              | 2 сентября 2011 года  |
| 10           | Приятного аппетита! «Иттадаккимасу» (いっただっきまーす)                                    | 9 сентября 2011 года  |
| 11           | Ню! «Ню!» (にゅ！)                                                                          | 16 сентября 2011 года |
| 12           | Страх Батлера и меня, курицы «Маёэру сицудзи то тикин на орэ то» (迷える執事とチキンな俺と) | 23 сентября 2011 года |
| 13           | Пожалуйста, пощупайте меня! «Мондэ кудасай!» (揉んでください！)                             | 30 сентября 2011 года |

## Критика аниме
С точки зрения журнала «АниМаг», данное произведение является стандартным аниме в жанре «гарем». Автор статьи сравнивает произведение с бутербродом, который используется только для утоления голода. Однако в данном случае «хлеб» получился несвежим, а «масло» на нём похоже на маргарин. Также, по мнению автора, весь сюжет представляет собой набор последовательно перебираемых шаблонов, присущих многим аниме в таком жанре. Поэтому сюжет вызовет сомнения даже у толерантных зрителей, а фансервис вызовет лишь раздражение. Однако «светлым пятном» выступает Канадэ Судзуцуки, плетущая интриги, не брезгующая никакими запрещёнными методами манипулирования людьми, и выступающая в роли «серого кардинала».